# Przełęcz Mielnicka

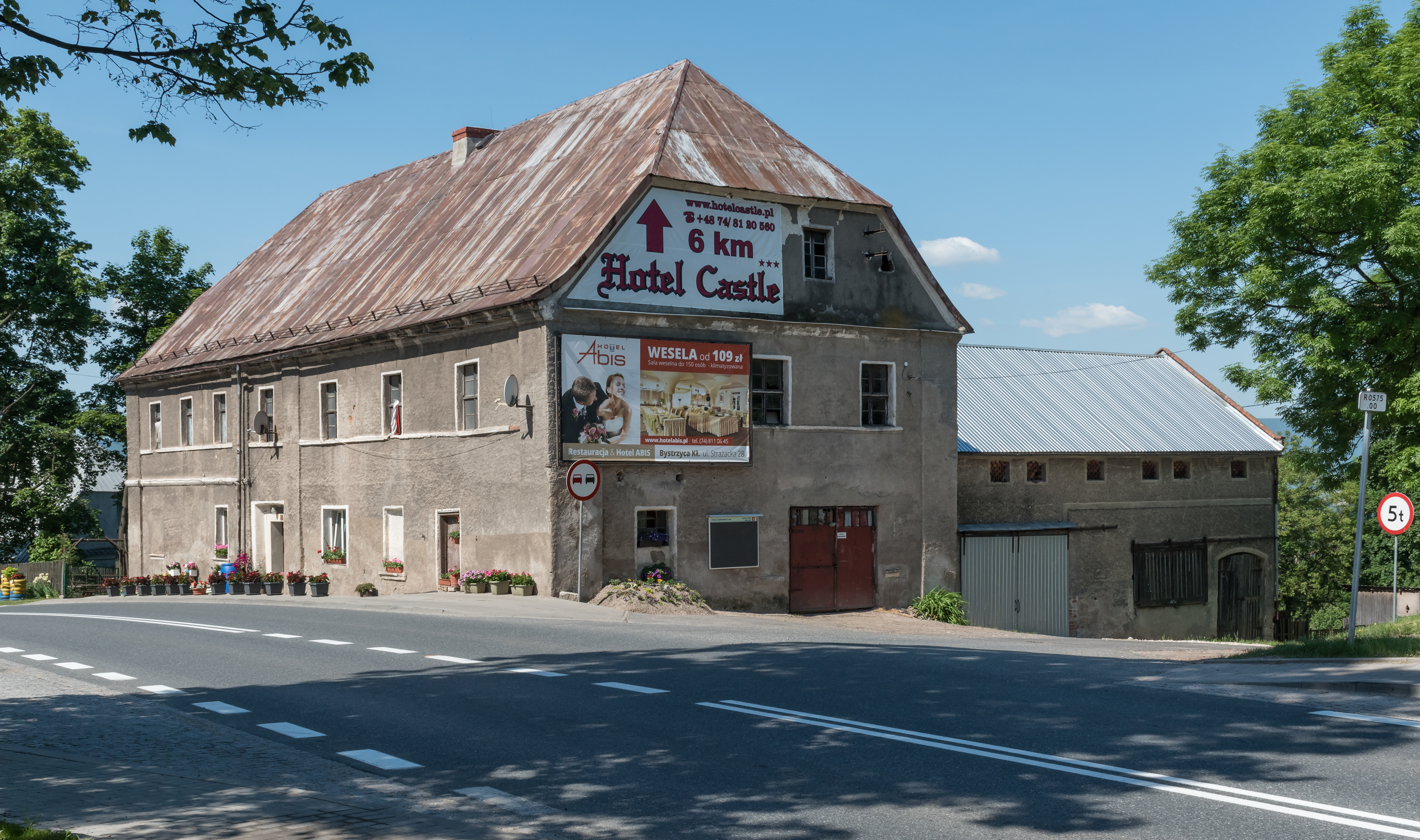
Budynek dawnej gospody we wsi Mielnik

Przełęcz Mielnicka – przełęcz (405 m n.p.m.) w południowo-zachodniej Polsce  w Sudetach Wschodnich  w paśmie Krowiarek.

## Położenie i opis
Przełęcz położona jest w północno-zachodniej części pasma Krowiarek, około 6 km na północ od centrum miejscowości Bystrzyca Kłodzka, na granicy wsi Mielnik.
Przełęcz stanowi rozległe, ale płytkie i wyraźne siodło, o łagodnych zboczach i  podejściach, wcinające się w zmetamorfizowane skały węglanowe głównego grzbietu pasma Krowiarek. Przełęcz oddziela wzniesienia Mrówczyniec (487 m n.p.m.) i Wapniarka (518 m n.p.m.). Obszar w najbliższym otoczeniu przełęczy oraz podejścia, zajmują łąki i pola uprawne, w górnej części, północno-zachodnie i południowo-wschodnie skrzydło przełęczy porasta las świerkowy regla dolnego z domieszką drzew liściastych. Rejon przełęczy jest bardzo widokowy, a sama przełęcz stanowi punkt widokowy, z której roztacza się panorama Ziemi Kłodzkiej.

## Ciekawostki
- Przez przełęcz w przeszłości prowadził stary trakt handlowy, uważany za odnogę szlaku bursztynowego. Z czasem stał się jedną z ważniejszych dróg handlowych, łączących Śląsk z Czechami.
- Przełęcz nosi nazwę od miejscowości Mielnik, której zabudowania górnej części położone są na przełęczy[1].
- Na południowo-wschodnim skrzydle przełęczy znajdują się wyrobiska po nieczynnym kamieniołomie wapienia, a poniżej ruiny wapienników[1].

## Turystyka
Przez przełęcz prowadzi droga krajowa nr 33 z Kłodzka do granicy państwa w Boboszowie.
Przez przełęcz prowadzi szlak turystyczny
- zielony - prowadzący z Romanowa do Przełęczy Spalona i dalej.